# Komt een vrouw bij de dokter (film)
Komt een vrouw bij de dokter is een Nederlandse dramafilm uit 2009 onder regie van Reinout Oerlemans. De film is gebaseerd op het gelijknamige boek van Kluun.

## Verhaal
Stijn is een rijke, mooie en egoïstische reclameman die leeft in een hedonistisch wereldje. Alles zit hem mee. Hij heeft een succesvolle carrière en een liefdevol huwelijk met Carmen. Af en toe gaat hij vreemd, maar zij vergoelijkt dit door zijn enthousiaste en onstuimige karakter. Carmen weet dat Stijn nooit echt trouw zal zijn en accepteert het feit dat hij vreemdgaat. Er is echter een afspraak: ze mag er nooit achter komen. Het noodlot slaat toe als blijkt dat Carmen lijdt aan borstkanker. Hij steunt haar wel, maar kan het soms moeilijk aan, en gaat tussendoor vaak even naar Roos, met wie hij een stormachtige affaire heeft, en liegt dan tegen Carmen. Stijn raakt verslaafd aan Roos, en leeft in twee verschillende werelden. De ene wereld zit vol met passie en opwinding met Roos als hoofdpersoon, de andere wereld wordt geterroriseerd door kanker, en straalt verdriet en dood uit.
Carmen wordt genezen verklaard, en ze confronteert Stijn met zijn vreemdgaan. Ze komen in een gigantische ruzie terecht en komen tot de conclusie om te scheiden. Maar de volgende dag vraagt Stijn Carmen opnieuw ten huwelijk en legt op camera vast dat hij nooit meer zal vreemdgaan. Hij lijkt het te menen, want hij verbreekt het contact met Roos. Helaas, Carmen wordt toch weer ziek, genezing is niet meer mogelijk. Dit zorgt ervoor dat Stijn terugvalt in zijn oude gewoontes. Hij zoekt Roos opnieuw op en zijn verslaving lijkt nu nog erger, hij wil elke minuut die hij vrij heeft aan Roos besteden. Carmen merkt dat hij opnieuw vreemdgaat en is eerst furieus, daarna blijkt ze echter toch in staat om het hem te vergeven. 
Gedurende de laatste periode van Carmens leven is Stijn de hele tijd bij haar. Roos komt een tijd niet meer in beeld. Carmen lijdt zoveel dat ze eerder een einde aan haar leven wil maken. Elke beweging is ondragelijk, en ze kan niet meer normaal eten. Stijn begrijpt dit en overlegt met de arts of er euthanasie kan worden gepleegd. Eerst neemt iedereen afscheid van Carmen en dan neemt ze de door de arts verstrekte euthanasiedrank. Dit werkt niet dus krijgt ze nog een injectie van de arts. Dan is ze overleden. De film eindigt met Stijn die belt naar Roos, hij vraagt haar of ze aanwezig wil zijn op de begrafenis van Carmen. Later verschijnen beelden van Stijn en Luna, het dochtertje van Stijn en Carmen. Ze is jarig en opent de geschenkdoos die Carmen heeft achtergelaten. In de doos zitten dingen zoals foto's en sieraden die van Carmen zijn geweest.

## Rolverdeling
| Acteur              | Personage                 |
| ------------------- | ------------------------- |
| Barry Atsma         | Stijn                     |
| Carice van Houten   | Carmen                    |
| Anna Drijver        | Roos                      |
| Pierre Bokma        | Huisarts                  |
| Sacha Bulthuis      | Oncoloog                  |
| Mark Scholten       | Thomas                    |
| Beppie Melissen     | Moeder van Carmen         |
| Jeroen Willems      | Frenk                     |
| Kim Kötter          | Sharon                    |
| Yfke Wegman         | Luna (6 jaar)             |
| Isabelle Moerman    | Luna (3 jaar)             |
| Walid Benmbarek     | Ramon                     |
| Tovino Thomas       | Vader van Luna Freddy     |
| Saiju Kurup         | Oom van Luna David        |
| Aishwarya Rajesh    | Moeder van Luna           |
| Anupama Prameswaran | Bella Van Zaandam         |
| Rony David          | Robbert                   |
| Lena Abhilash       | Tante van Luna Antoinette |

## Productie
In december 2008 werd aangekondigd dat Eyeworks, het bedrijf van Reinout Oerlemans, de rechten van Kluuns boek had verworven. Hierbij werd verteld dat de plannen waren dat het een grote Nederlandse film zou worden die vanaf december 2009 in de bioscopen zou draaien. Oerlemans begon vervolgens met een langdurige zoektocht naar een regisseur, maar had geen succes. Hij vertelde: "De één vond het scenario niet goed, de ander had niets met het verhaal of wilde zijn vingers er juist niet aan branden." Oerlemans stelde aan zijn producent Hans de Weers voor om de film zelf te regisseren en hij reageerde daar bemoedigend op.
Deze keuze ging gepaard met veel kritiek. Oerlemans had nog nooit een film geregisseerd en toen hij bekendmaakte dat hij de regie op zich zou nemen, stonden veel critici al klaar met hun mening. Carice van Houten werd als eerste actrice uitgekozen. Voor de rol van Stijn deden verscheidene bekende acteurs auditie. Alvorens Barry Atsma de rol kreeg, moest hij tweemaal auditeren.

## Ontvangst

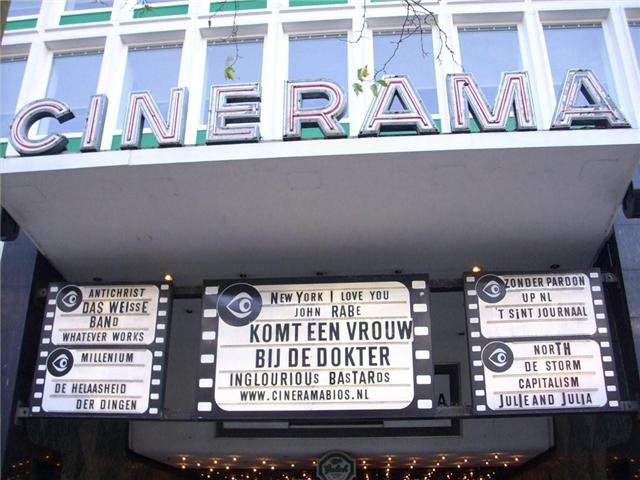
Komt een vrouw bij de dokter krijgt het meeste aandacht in de Nederlandse bioscopen.

Komt een vrouw bij de dokter werd door de pers ontvangen met wisselvallige recensies. Het Algemeen Dagblad noemde de film een 'bijzonder effectieve bewerking, waarin geen enkele scène misstaat, geen enkele dialoog te lang duurt en de vertolkingen van ongekend hoog niveau zijn'. In de recensie werd alle lof gegeven aan de directheid van de film. Ook sprak de recensent Ab Zagt positief over Carice van Houten, die naar zijn mening 'misschien wel de beste rol uit haar carrière' speelt. Het blad bekroonde de film met vier uit vijf sterren. Ook De Telegraaf becijferde het resultaat met vier uit vijf sterren en was vooral te spreken over het acteerspel van de drie hoofdrolspelers. Daarnaast werd Reinout Oerlemans geprezen, die een 'geboren verteller' was die 'op de juiste tijd afstand' neemt en 'de juiste toon' kiest. Volgens de recensent Eric Koch kon de film 'nauwelijks beter worden verbeeld dan Reinout Oerlemans en zijn geïnspireerde ploeg nu hebben gedaan'.
Andere Nederlandse kranten spraken overwegend negatief over de film. Het dagblad de Volkskrant gaf de film twee uit vijf sterren en schreef dat de 'rommelige dramatische structuur' een 'belemmering' vormt. Niet alleen ergerde recensent Bor Beekman zich aan de voice-over, maar ook noemde hij het liefdesverhaal ongeloofwaardig. Ook nrc.next had niet meer dan twee uit vijf sterren over voor Komt een vrouw bij de dokter. Recensent André Waardenburg noemde het overspel 'te confronterend' en sprak van een gebrek aan diepgang. Alle kritiek ging naar Oerlemans, die naar Waardenburgs mening het liefdesverhaal van Stijn met Carmen had 'afgeraffeld' en enkel oog had voor 'Stijns ongelimiteerde narcisme'. Er werd enkel positief gesproken over Van Houten, die 'indrukwekkend' acteerde. Trouw deelde de mening met de twee kranten en noemde het een 'clichématige' verfilming. Recensent Belinda van de Graaf schreef dat het 'zwaar' is om een hele film lang naar zo'n stomme, oppervlakkige vent te kijken'.
Het personage van Stijn werd na de première belaagd met kritiek. Men was van mening dat hij immoreel en onsympathiek was en dit zou het voor de kijker moeilijker maken om mee te kunnen leven. De film zou overspel verheerlijken en had daarom niet gemaakt moeten worden. In plaats van een 'ode aan de liefde', zou de film een 'ode aan overspel' zijn. Ondanks alles werd de film zo populair dat hij in recordtijd op 11 januari 2010 de status van Diamanten Film kreeg (meer dan 1 miljoen bezoekers).

## Filmmuziek
Als Stijn zich overgeeft aan frivool vermaak met diverse dames tijdens een zakentrip in de VS wordt het nummer Start It Up van Robben Ford gespeeld. Dit nummer is te beluisteren op de cd (GRP 11022) van Robben Ford & The Blue Line met de gelijknamige titel.
De film sluit af met het nummer Love over healing van de Nederlandse rockband Kane. De muziek van de film is te vinden op het vijfde album van deze band dat de titel "No Surrender" heeft.